# Cephalanthera epipactoides
Cephalanthera epipactoides är en orkidéart som beskrevs av Fisch. och Carl Anton von Meyer. Cephalanthera epipactoides ingår i släktet skogsliljor, och familjen orkidéer. Inga underarter finns listade i Catalogue of Life.